# 泰国水象
泰国水象（英语：Thai Water Elephant，中文亦称：水老象）是一种传说出没于泰国水域仅有3-4英寸的侏儒象（7.62-10.16厘米）。据说泰国水象首次被发现于1800年，它的牙齿含有剧毒，可以杀死一名成年人类。泰国水象的风干标本在泰国路边小摊与杂货市场时常有商人贩卖，但却并不可信。过去有研究者曾对一具泰国水象遗骸进行X射线透视扫描，发现遗骸是由某种小型哺乳动物与异物拼接而成。